# Хиконе (феудална област)
Хиконе (彦根藩 Hikone Han) била је феудална област Јапана током Едо периода. Основана је 1600. године а први даимјо био је Ии Наомаса. Сви Хиконе даимјои потицали су из Ии клана.
Хиконе је била област којом је владао фудаи даимјо и у почетку је финансирана са 180.000 кокуа да би временом достигла вредност од 300.000. Главни замак области био је Савајама који је био познат у историји као замак који је Ишида Мицунари држао уочи битке код Секигахаре. Конструкција новог замка почела је 1603. године, а након Меиџи периода и напуштања хан система, Хиконе као феудална област престаје да постоји.

## Листа даимјоа
- Ии клан, 1600-1871. (Фудаи даимјо; финансирање 180.000->150.000->200.000->250.000->300.000->200.000 кокуа)

1. Наомаса[2]
2. Наокацу
3. Наотака
4. Наозуми (служио као таиро)
5. Наоки (служио као таиро)
6. Наомичи
7. Наоцуне
8. Наохару (касније променио име у Наомори, служио као таиро)
9. Наонобу
10. Наосада
11. Наојоши
12. Наосада (други пут)
13. Наохиде (служио као таиро)
14. Наонака
15. Наоаки
16. Наосуке (служио као таиро)[2]
17. Наонори